# Stefan Schlarp
Stefan Marian Schlarp (ur. 17 lutego 1892, zm. 6 sierpnia 1944 w Baligrodzie) – doktor praw, sędzia, kapitan rezerwy artylerii Wojska Polskiego, ofiara nacjonalistów ukraińskich.

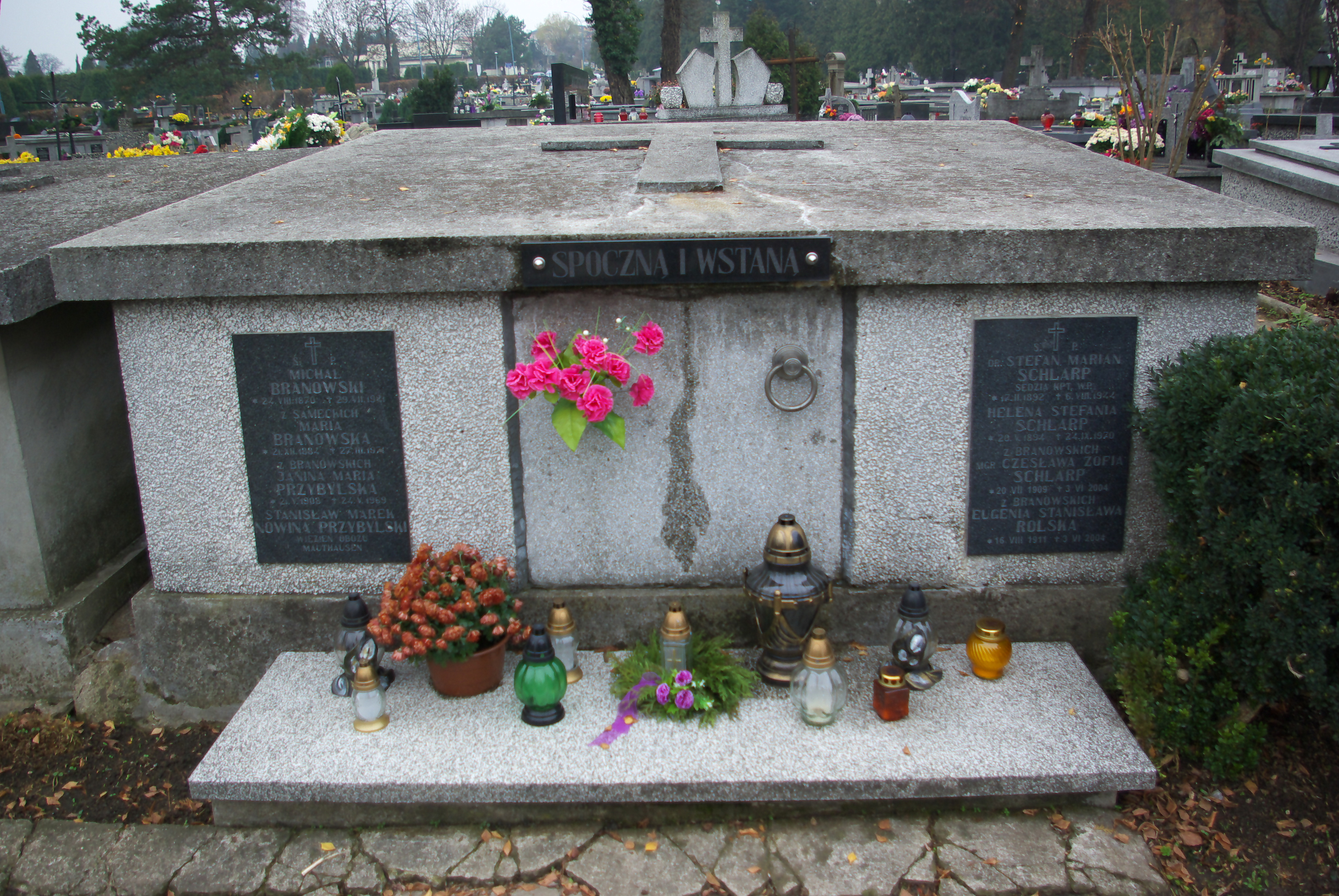
Grobowiec rodziny Schlarp

## Życiorys
Stefan Marian Schlarp urodził się 17 lutego 1892 jako syn Edwarda (pracownik pocztowy we Lwowie). Uczył się w C.K. II Państwowym Gimnazjum we Lwowie z językiem niemieckim wykładowym, gdzie w 1910 ukończył VIII klasę i zdał egzamin dojrzałości.
Podczas I wojny światowej w szeregach C. K. Armii pod koniec 1915 został mianowany podporucznikiem w rezerwie artylerii fortecznej z dniem 1 stycznia 1916. Do 1918 był oficerem pułku artylerii fortecznej nr 3. Po odzyskaniu przez Polskę niepodległości został przyjęty do Wojska Polskiego i zatwierdzony w stopniu porucznika. Brał udział w wojnie polsko-bolszewickiej. Został awansowany na stopień kapitana rezerwy artylerii ze starszeństwem z dniem 1 czerwca 1919. W 1923, 1924 był przydzielony jako oficer rezerwowy do 2 pułku artylerii ciężkiej w garnizonie Chełm. W 1934 był oficerem 10 pułku artylerii ciężkiej w Przemyślu i pozostawał wówczas w ewidencji Powiatowej Komendy Uzupełnień Sanok.
Ukończył studia prawnicze uzyskując tytuł naukowy doktora praw. Wstąpił do służby sądowniczej II Rzeczypospolitej. Był egzaminowanym aplikantem sądowym we Lwowie, po czym został mianowany sędzią powiatowym w Turce od 6 lipca 1925, później tamtejszego Sądu Grodzkiego, pozostając na stanowisku do końca lat 20.. Od początku lat 30. do 1939 pełnił stanowisko naczelnika (później kierownika) Sądu Grodzkiego w Baligrodzie. Jako kierownik sądu grodzkiego w latach 30. był członkiem sanockiego koła Zrzeszenia Sędziów i Prokuratorów RP w Sanoku. Do 1939 zamieszkiwał w Baligrodzie.
Podczas II wojny światowej nadal przebywał w Baligrodzie. W 1944 część miejscowej polskiej ludności przeniosła się do Leska w obawie przed atakami Ukraińców; na przełomie lipca/sierpnia 1944 pozostali w miejscowości dr Stefan Schlarp, adwokat dr Stanisław Śmietana i administrator parafii ks. Józef Miezin podjęli rozmowy z aptekarzem Osiadaczem który zapewnił, że mieszkańcy ukraińscy nie podejmą ataku na Polaków i jednocześnie zdystansował się od ewentualnych działań ukraińskich grup zbrojnych z zewnątrz. W święto Przemienienia Pańskiego 6 sierpnia 1944 nastąpił zaplanowany atak sotni „Burłaki” Ukraińskiej Powstańczej Armii, dowodzonej przez Wołodymyra Szczygielskiego. W jego wyniku, po zakończeniu niedzielnej mszy św. i wyjściu z kościoła, 42 osoby zostały zamordowane, w tym dr Stefan Schlarp.
Stefan Schlarp został pochowany w grobowcu rodzinnym na cmentarzu przy ul. Jana Matejki w Sanoku.
Jego żoną była Helena z domu Branowska (ur. 20 maja 1894 we Lwowie, zm. 24 września 1970 w Sanoku, do końca życia zamieszkująca w domu przy ul. Niecałej 2 tamże).
Na cmentarzu w Baligrodzie został ustanowiony symboliczny grób ofiar zbrodni z 6 sierpnia 1944. W 1984 został ustanowiony w Baligrodzie pomnik poświęcony ofiarom zbrodni; stanowi go monument z krzyżem wraz z tablicą pamiątkową zawierającą 42 nazwiska zamordowanych.

## Odznaczenia
- Brązowy Medal Zasługi Wojskowej na wstążce Krzyża Zasługi Wojskowej z mieczami (przed 1918)[7]
- cesarskie pochwalne uznanie z mieczami (1917)[26]